# Puey Ungpakorn
Puey Ungpakorn (in lingua thai: ป๋วย อึ๊งภากรณ์, trascrizione RTGS: Puai Uengphakon; in cinese: 黃培謙, trascr. Pinyin: Huáng Péiqiān)) (Bangkok, 9 marzo 1916 – Londra, 28 luglio 1999) è stato un economista thailandese.
Ebbe un ruolo importante nello sviluppo economico del suo Paese lavorando per il Ministero delle Finanze prima e con la carica di governatore della Banca di Thailandia poi. Si dedicò inoltre all'istruzione pubblica diventando preside della Facoltà di Economia e rettore dell'Università Thammasat di Bangkok. Nel 1965 gli fu assegnato il Premio Magsaysay per il servizio governativo.
Durante la seconda guerra mondiale fu membro del movimento indipendentista Seri Thai e in seguito diventò un oppositore delle dittature militari che governarono il Paese. Dopo il colpo di Stato del 1976 si vide costretto a rifugiarsi in esilio nel Regno Unito, dove passò il resto della sua vita.

## Biografia
Puey era figlio di un immigrante cinese che vendeva pesce all'ingrosso e di una thai di famiglia cinese. Nel 1934, fu uno dei primi studenti che si iscrissero alla nuova Università Thammasat, dove ottenne il bachelor in Giurisprudenza e Scienze politiche nel 1937. L'anno successivo vinse un concorso per l'assegnazione di una borsa di studio e si spostò nel Regno Unito, dove si iscrisse alla London School of Economics.

### Studi a Londra e impegno nella seconda guerra mondiale
Con l'entrata in guerra della Thailandia a fianco del Giappone nel 1942, Puey entrò nella sezione britannica del movimento Seri Thai e, dopo essere stato addestrato allo Special Operations Executive, partì volontario e fu paracadutato nel nord della Thailandia, con l'obiettivo di tenere i contatti tra Londra e la Resistenza thai. Venne subito catturato e fu prigioniero fino alla fine del conflitto della polizia thai, che gli permise di operare come spia britannica. Fu poi promosso al grado di tenente colonnello delle forze armate britanniche e gli fu conferita un'onorificenza dell'Ordine dell'Impero Britannico.
Al suo ritorno a Londra, nel 1946, sposò Margaret Smith, dalla quale avrebbe avuto i figli Jon, nato a Londra nel 1947, Peter Mytri e Giles Ji nati a Bangkok rispettivamente nel 1950 e 1953. Completò gli studi a Londra e si laureò Doctor of Philosophy in Economia. Nel 1949 tornò in Thailandia, dove fu impiegato come amministratore al Ministero delle Finanze.

### Carriera al Ministero delle Finanze
Fece una rapida carriera e si mise in luce al punto tale da essere mandato negli Stati Uniti per un corso di aggiornamento finanziato dalla Banca Mondiale. Desideroso di comunicare le sue conoscenze, fu impiegato anche occasionalmente come lettore in Economia nelle università della capitale. Nel 1953 fu eletto vice-governatore della Banca di Thailandia ed entrò nella direzione del Consiglio per l'Economia Nazionale. Con queste cariche contribuì alla stabilizzazione dell'economia nazionale.
Nel 1958, dopo che aveva ostacolato un progetto di esponenti militari del governo, fu trasferito a Londra come consigliere economico e finanziario dell'ambasciata thai. In Europa promosse le attività di import-export delle industrie del proprio Paese. Dopo il colpo di Stato del 1958 che pose fine alla carriera del dittatore Plaek Phibunsongkhram, Puey tornò in patria ed ottenne dal nuovo dittatore Sarit Thanarat importanti incarichi, tra cui il posto di direttore dell'Ufficio Budget del primo ministro.

### Governatore della Banca di Thailandia
Con la carica di governatore della Banca di Thailandia che gli fu conferita nel giugno del 1959, Puey si segnalò all'attenzione pubblica per l'integrità della sua gestione. La sua statura di economista internazionale gli valse nel 1965 il Premio Magsaysay delle Filippine per i servizi di governo e gli permise di avere una certa influenza sui dittatori Sarit Thanarat e Thanom Kittikachorn, aiutandoli a risolvere problemi che li avrebbero coinvolti in scandali di peculato e incapacità di gestire i fondi pubblici. Negli anni in cui fu governatore creò le borse di studio della Banca di Thailandia, dando modo ai giovani di seguire i suoi passi fornendo loro lo strumento che gli aveva permesso di studiare all'estero.

### Carriera accademica
Nel 1966 fu nominato preside della Facoltà di Economia alla sua alma mater, l'Università Thammasat, dove ottenne un grande successo nella formazione dei nuovi tecnocrati thailandesi. Di particolare importanza fu il progetto di ricerca per aumentare la produttività dei villaggi thai da lui creato. In quel periodo fu invitato a insegnare come esterno negli atenei di Cambridge e Princeton e venne nominato membro di importanti organizzazioni tra le quali l'Istituto internazionale di ricerca sulle politiche alimentari.
Dopo la fine della dittatura, con l'esilio di Thanom nell'ottobre 1973, Puey fu da molti indicato tra i possibili primi ministri per la successione di Sanya Thammasak, ma rinunciò a tale ipotesi preferendo concentrarsi sulla Thammasat, dove venne nominato rettore.

### Esilio

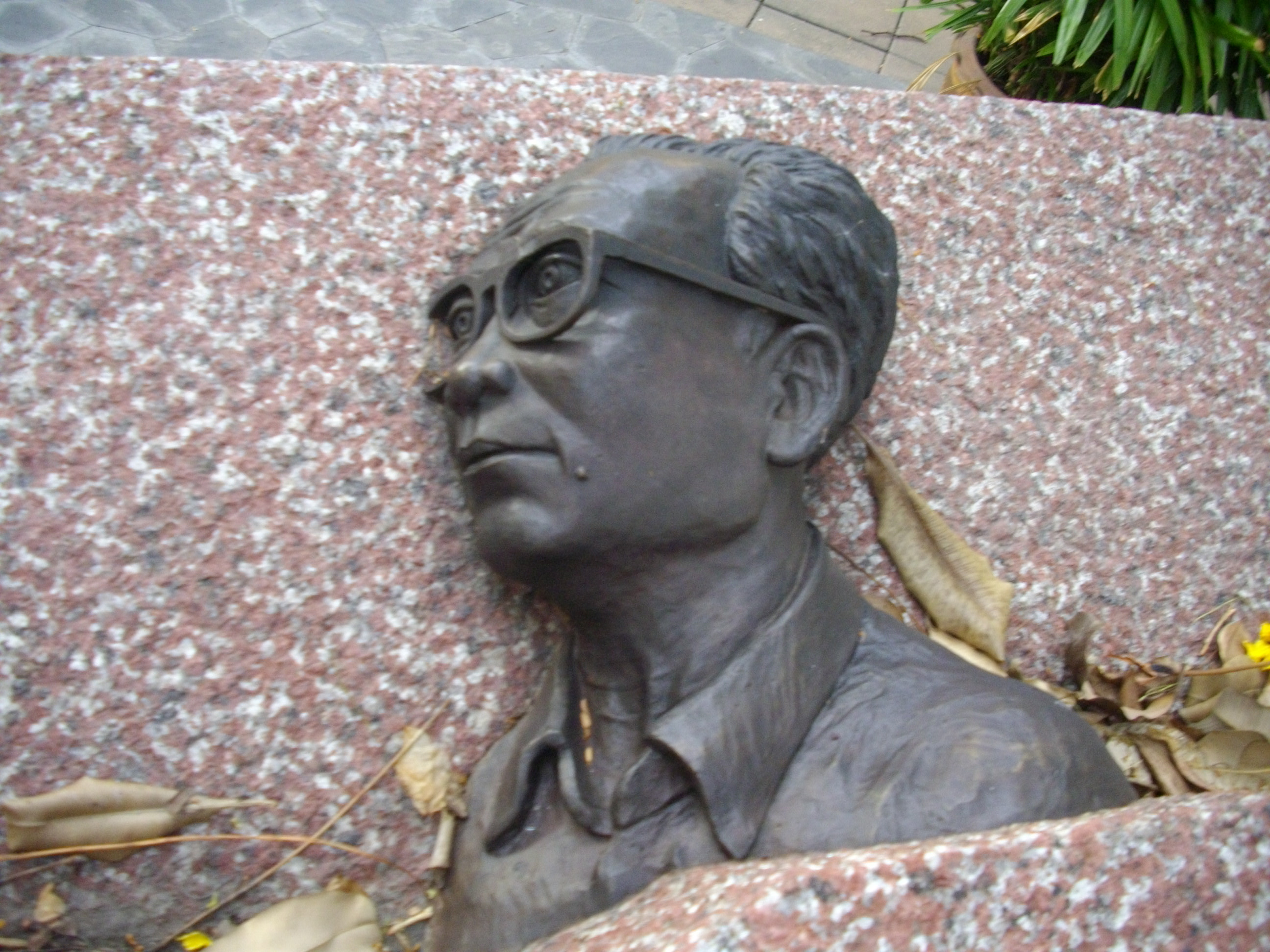
Altorilievo raffigurante Ungpakorn, parte del monumento alla memoria del Massacro dell'Università Thammasat

Puey era accusato dalle destre del Paese di essere un comunista e di attentare all'unità nazionale. Fu ritenuto il responsabile delle manifestazioni studentesche del 1975-1976 malgrado si fosse espresso contro, ritenendole inutili ed autolesioniste, ed avesse negato l'uso dell'ateneo ai manifestanti. La sera del tragico massacro dell'Università Thammasat, il 6 ottobre 1976, Puey rassegnò le dimissioni da rettore per protestare contro la crudele repressione del movimento studentesco. Resosi conto del rischio che correva di essere arrestato, riuscì a mettersi in salvo e ad imbarcarsi su un aereo con destinazione Londra.
All'estero si incontrò con diversi connazionali espatriati con i quali discusse sul massacro e sulla possibilità del ritorno alla democrazia in Thailandia. Nel 1977 rese testimonianza all'House Committee on Foreign Affairs degli Stati Uniti sulla situazione dei diritti umani in Thailandia dopo il massacro del 1976.
Nel settembre del 1977 ebbe un'emorragia cerebrale e dovette ricoverarsi 3 mesi in ospedale. In seguito ebbe grandi problemi a parlare, riuscendo appena a mormorare un poco, e perse inoltre l'uso della mano destra. Rimase in Inghilterra per il resto della sua vita.